# OMX Copenhagen 25
L'OMX Copenhagen 25 (OMXC25) est un indice boursier du principal marché de valeurs danois, la bourse de Copenhague. Il est géré par le Groupe OMX (repris par Nasdaq) et répertorie le cours des actions des 25 plus grandes entreprises du pays.
Il remplace l'ancien indice OMX Copenhagen 20 (KFX) depuis décembre 2017.

## Composition
Au 1er septembre 2022.
| Société                      | Secteur                | Symbole boursier |
| ---------------------------- | ---------------------- | ---------------- |
| Ambu                         | Matériel médical       | OMX : AMBU B     |
| A.P. Møller-Mærsk (classe A) | Marine                 | OMX : MAERSK A   |
| A.P. Møller-Mærsk (classe B) | Marine                 | OMX : MAERSK B   |
| Bavarian Nordic              | Biotechnologies        | OMX : BAVA       |
| Carlsberg                    | Brasserie              | OMX : CARL B     |
| Chr. Hansen                  | Agroalimentaire        | OMX : CHR        |
| Coloplast                    | Matériel médical       | OMX : COLO B     |
| Danske Bank                  | Banque                 | OMX : DANSKE     |
| DSV                          | Camionnage             | OMX : DSV        |
| FLSmidth & Co.               | BTP et Ingiénerie      | OMX : FLS        |
| Genmab                       | Biotechnologies        | OMX : GEN        |
| GN Store Nord                | Matériel médical       | OMX : GN         |
| ISS                          | Services généraux      | OMX : ISS        |
| Jyske Bank                   | Finance                | OMX : JYSK       |
| Lundbeck                     | Pharmacie              | OMX : LUN        |
| Netcompany                   | Technologies           | OMX : NETC       |
| Novo Nordisk                 | Pharmacie              | OMX : NOVO B     |
| Novozymes                    | Chimie                 | OMX : NZYM B     |
| Ørsted                       | Energie                | OMX : ORSTED     |
| Pandora                      | Joaillerie et Luxe     | OMX : PNDORA     |
| Rockwool International       | BTP                    | OMX : ROCK B     |
| Royal Unibrew                | Brasserie              | OMX : RBREW      |
| SimCorp                      | Services informatiques | OMX : SIM        |
| Tryg                         | Assurances             | OMX : TRYG       |
| Vestas Wind Systems          | Eolienne               | OMX : VWS        |
| William Demant               | Matériel médical       | OMX : WDH        |